# Clew Bay
Clew Bay je mořská zátoka na pobřeží Atlantského oceánu v irském hrabství Mayo v provincii Connacht. Největším sídlem na pobřeží zátoky je město Westport, které se nachází v ústí řeky Carrowbeg River.

## Geografie
Clew Bay patří mezi velké zátoky na západním pobřeží Irska. Její průměrná šíře je 13 kilometrů a délka 21 kilometrů (měřeno z nejvzdálenějších bodů až 24 km). Délka Galwayské zátoky (Galway Bay) a zátok u západního pobřeží hrabství Kerry je však více než dvojnásobná – kolem 50 km. Na jihu a na severu je Clew Bay lemována horami. Na jihu to je hřeben Croagh Patricku s 764 m vysokým vrcholem, na severu pak rozlehlý masív Nephin Beg Range s 804 m vyokou horou Nephin (na východě ve vnitrozemí) a mnoha dalšími vrcholy, vysokými 500–600 metrů, lemujícími zátoku.

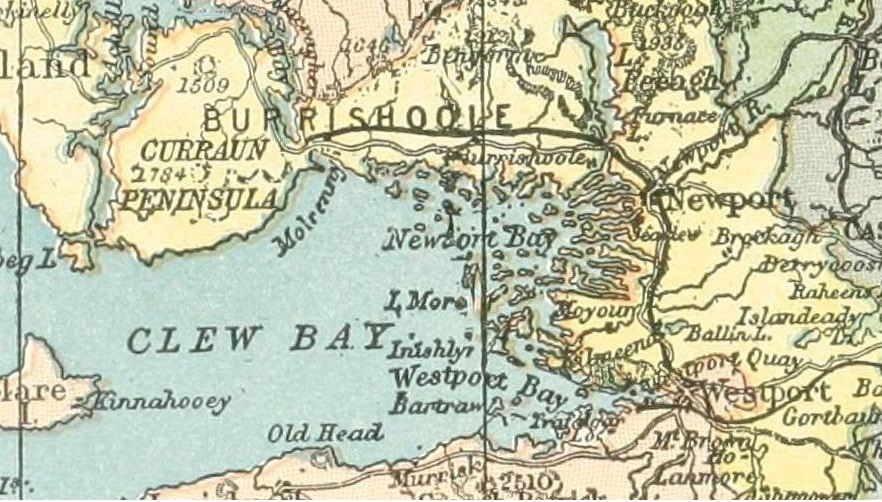
Mapa Clew Bay (kolem roku 1890)

Do Clew Bay se vlévají řeky Bunowen, Owenwee, Carrowbeg, Moyour, Owennabrockagh, Newport River, Owengarve, Bunnahowna a další větší i menší toky. Zátoku obklopují města a obce  Louisburgh, Lecanvey, Murrisk, Westport, Newport a jako poslední na severozápadě na pevninské šíji mezi Clew Bay a zátokou Blacksod Bay střeží přístup na ostrov Acaill (Achill Island) obec Mulranny.

### Ostrovy v zátoce
Uvádí se, že v zátoce Clew Bay je 365 ostrovů – shodně s počtem dní v roce. Největším a nejznámějším ostrovem v zátoce je ostrov Clare Island, na němž v roce 2006 trvale žilo 136 lidí. Clare Island s nejvyšším vrcholem Knockmore (462 m n. m.) se nachází uprostřed ústí zátoky do Atlantského oceánu. Ve vnitřní části zátoky je největším ostrovem Collanmore Island, na který lze doplout z přístaviště Rosmoney pier, vzdáleného zhruba 10 minut jízdy autem z centra Westportu.

## Historie

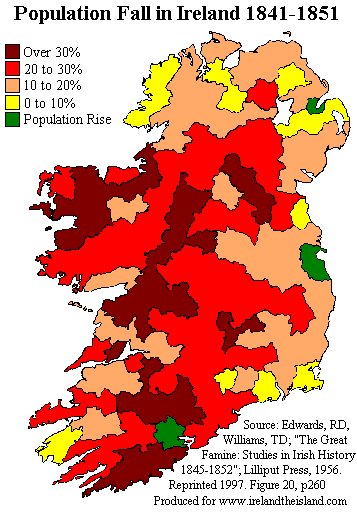
Oblast Clew Bay patřila mezi regiony, nejvíce postižené hladomorem v letech 1845 - 1850

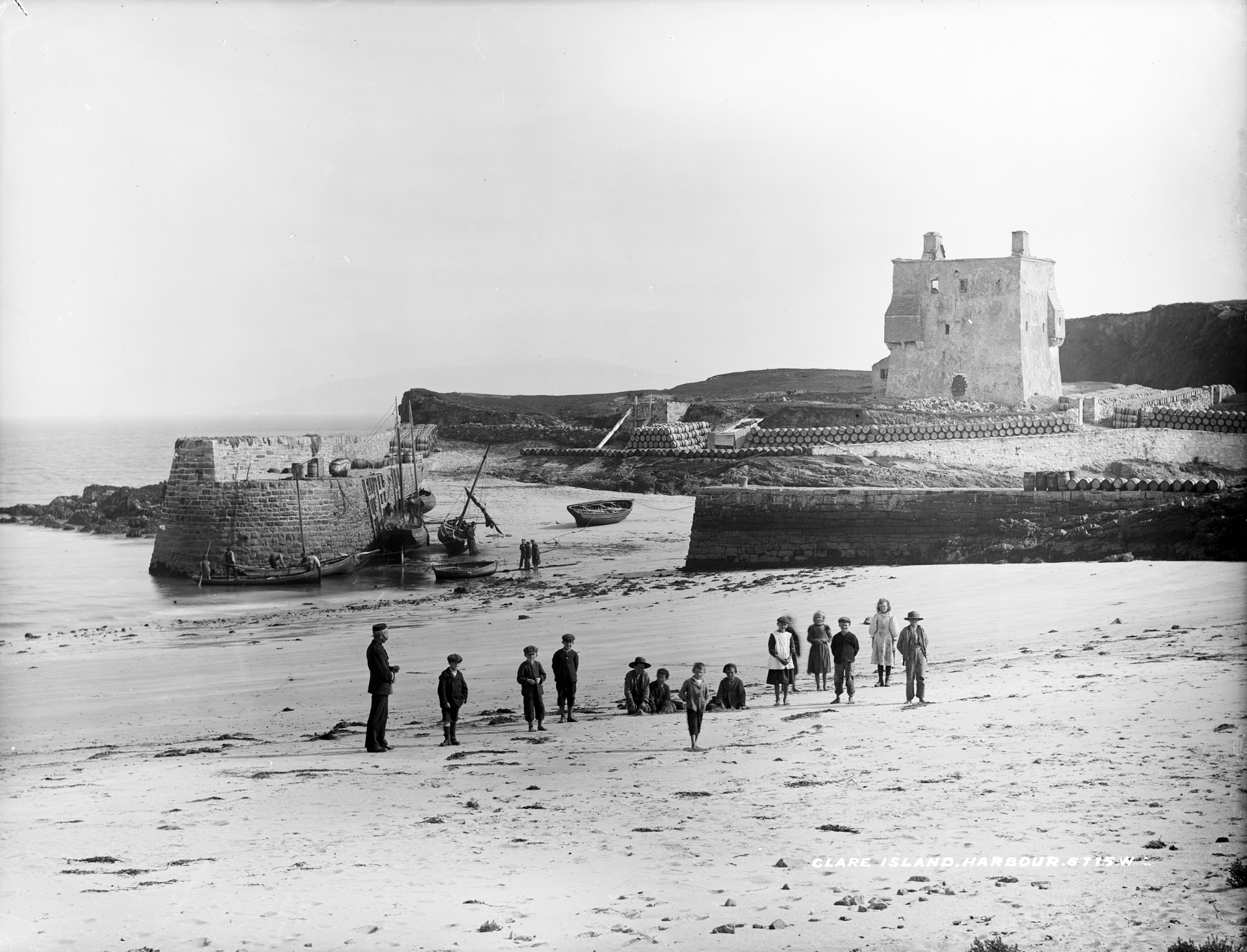
Přístav na ostrově Clare (kolem r. 1900) a hrad Granuaile O'Malleyové

Ostrovy a pobřeží Clew Bay tvořily ve středověku jádro území, ovládané rodem O'Malleyových (irský klan Uí Mháille). Nejvíce se z oné místní šlechtické rodiny proslavila Gráinne (Grace) o'Malley(asi 1530–1603), známá též jako Gráinne Mhaol či Granuaile, dcera Eoghana Dubhdara Ó Máille. Od mládí se pohybovala na moři a později se stala proslulou korzárkou, které se přezdívalo „královna moří z Connachtu“. Na pobřeží a na ostrovech držela celou řadu hradů, mezi nimi pevnosti na ostrovech Clare a Acaill a hrad Rockfleet u Newportu.

## Clare Island
Malebný Clare Island je podle historických dokladů místem, které je obydleno již zhruba 5000 let. Na ostrově Clare je šest zastavení archeologické naučné stezky Clew Bay Archaelogical Trail. Mezi nejzajímavější památky patří fulacht fiadh, otevřené kuchyně z doby bronzové, dále 5 500 let stará megalitická hrobka, cisterciácké opatství z 12. - 13. století, tzv. Granuailin hrad (Granuaile’s Castle) ze 16. století – sídlo slavné pirátky Granuaile (Grace) O’Malleyové, či maják, který na ostrově Clare nechal postavit v roce 1806 majitel Westport House John Denis Browne, 1. markýz ze Sligo. Doprava na Clare Island je zajišťována trajekty z přístavu Roonagh Quay, vzdáleného 28 km z Westportu. Doba plavby činí cca 15 minut.

## Dorinish
Ostrov Dorinish (irsky Deoirinis), jeden z množství neobydlených ostrovů v zátoce Clew Bay, v roce 1967 koupil člen skupiny Beatles John Lennon za 1700 liber. Lennon přestal na Dorinish jezdit po svém rozvodu s manželkou Cynthií. Poté zde nějaký čas pobývala skupina hippies. Po smrti Johna Lennona jeho druhá manželka Yoko Ono ostrov prodala za téměř 30 000 liber a získané prostředky věnovala irským sirotčincům. V roce 2012 byl ostrov nabídnut tehdejším majitelem ke koupi za 300 000 euro (cca 240 000 liber).

## Galerie

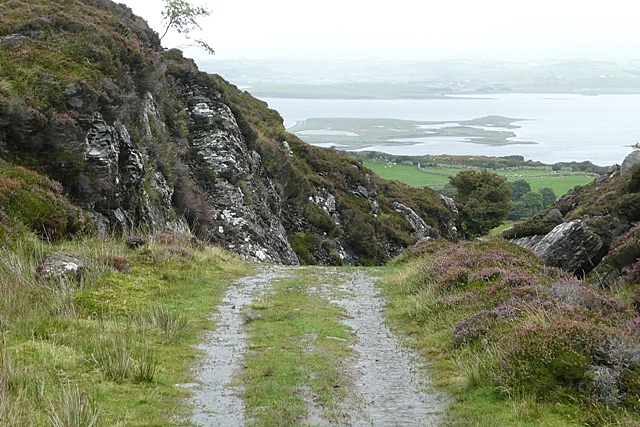
Pohled na zátoku ze západní cesty na vrchol Croagh Patricku
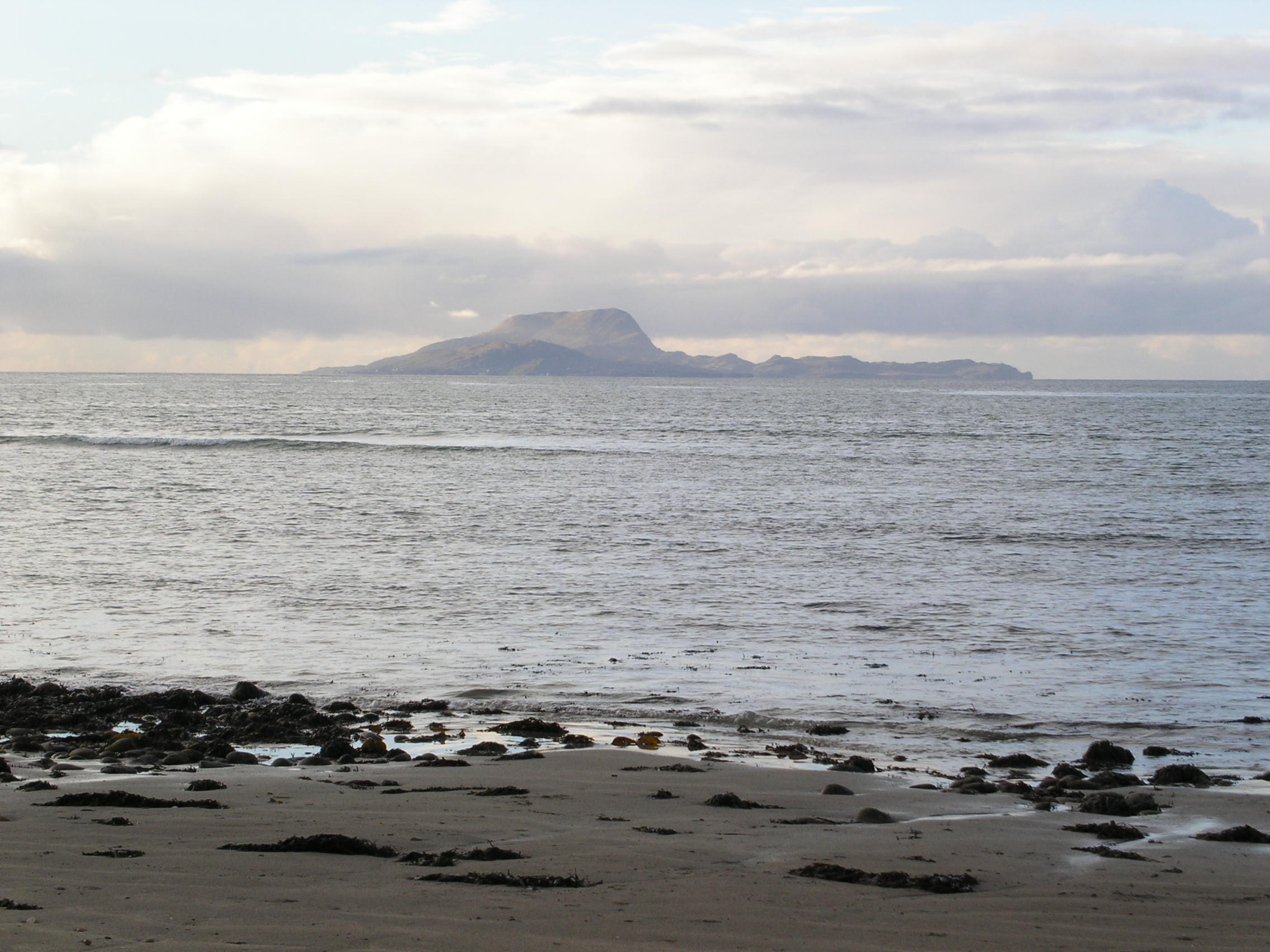
Clare Island uprostřed vjezdu do zátoky
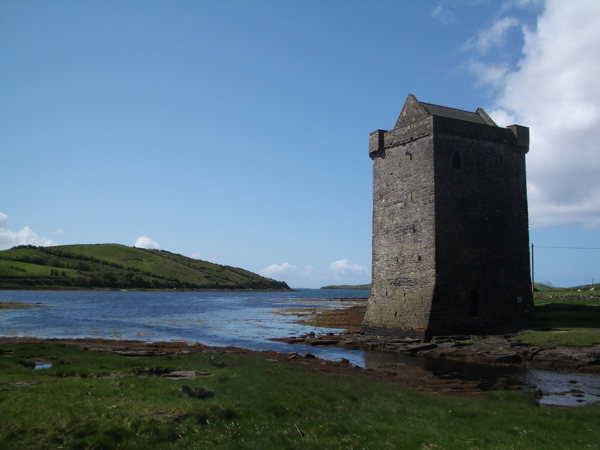
Hrad Rockfleet (Carrickahowley) Castle u Newportu
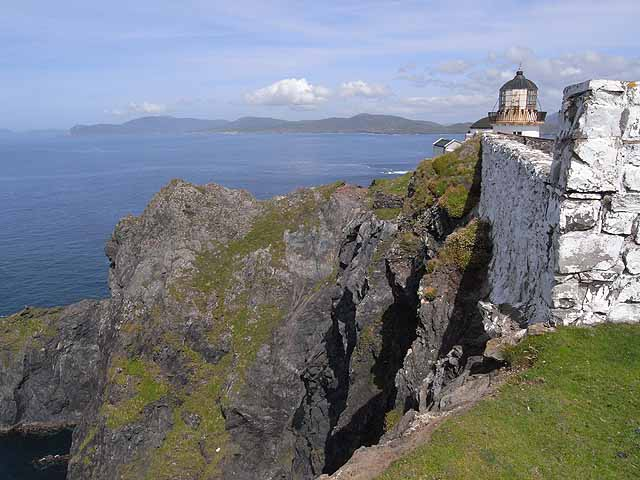
Útesy Lecknacurra a maják na ostrově Clare, v pozadí Achill Island
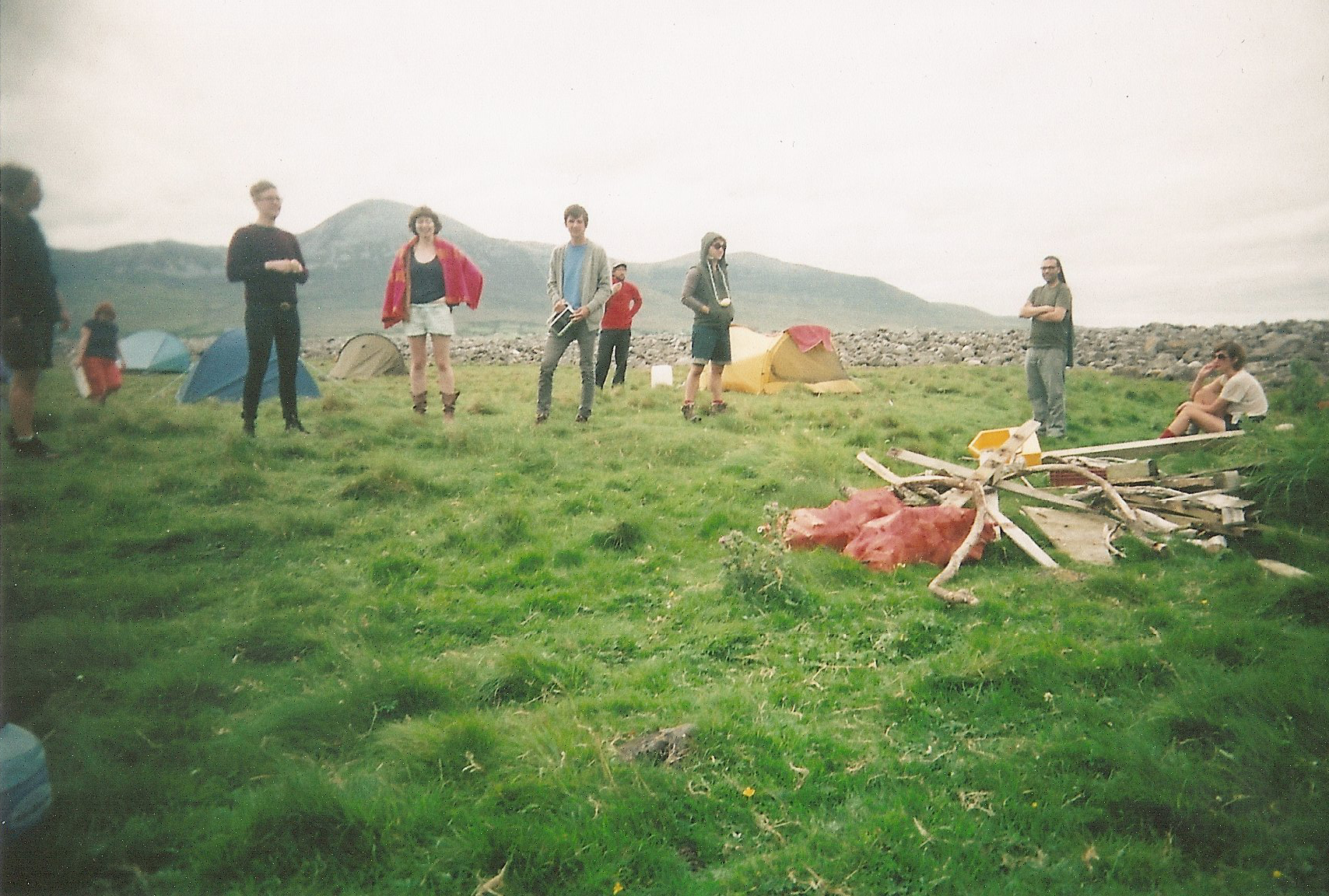
Vystoupení mladých umělců na ostrově Dorinish v r. 2011
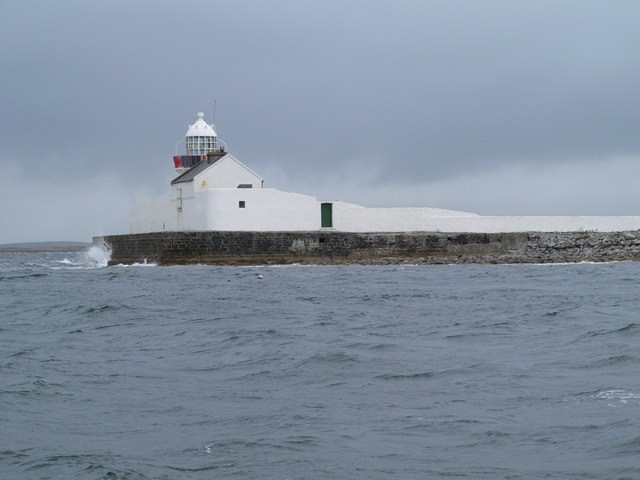
Maják na ostrově Inishgort
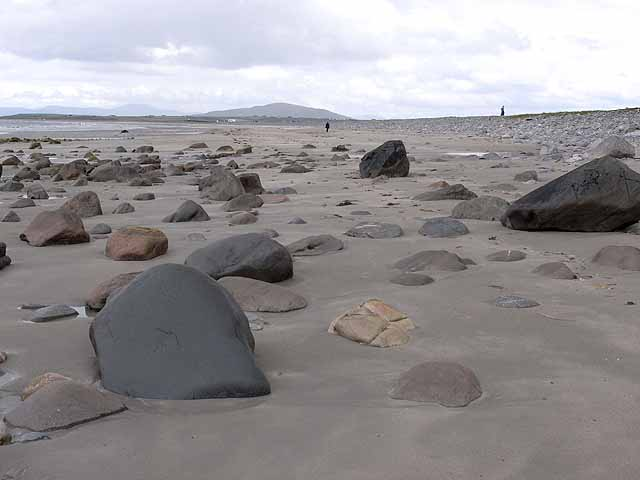
Typická pláž s jemným pískem a velkými balvany
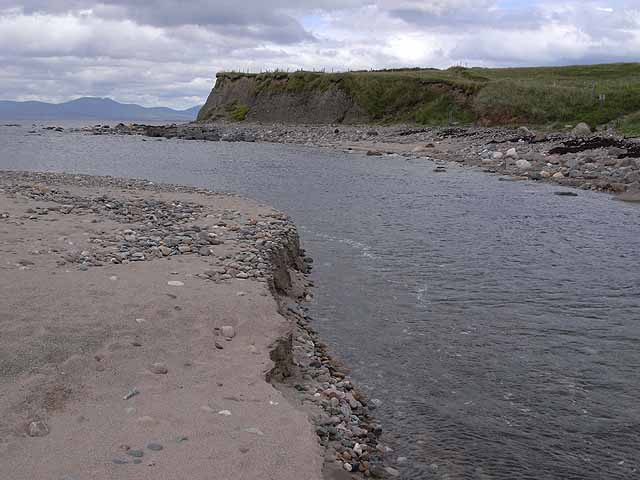
Ústí Bunowen River do Clew Bay poblíž Louisburghu